# Aerotechnik A-70
De Aerotechnik A-70 is een Tsjecho-Slowaakse getrokken autogiro gebouwd door Aerotechnik. De A-70 maakte haar eerste vlucht in 1970 en is gebouwd in een eenpersoons- en een tweepersoonsvariant. Bij de tweepersoonsvariant bevindt één zitting zich voor en de ander achter de hoofdrotormast.